# Schizocosa chiricahua
Schizocosa chiricahua là một loài nhện trong họ Lycosidae.
Loài này thuộc chi Schizocosa. Schizocosa chiricahua được Charles Denton Dondale & Redner miêu tả năm 1978.